# Francis Chichester
Pour les articles homonymes, voir Chichester.
Francis Chichester, né le 17 septembre 1901 et mort le 26 août 1972, est un aviateur et navigateur britannique, un des premiers navigateurs solitaires autour du monde d'Ouest en Est, et à l'époque le plus rapide, en 226 jours.

## Jeunesse
Né à Barnstaple, dans le Devon, il a une enfance misérable, en tant que second fils, myope, d'un pasteur anglican. Envoyé dans un pensionnat à l'âge de 6 ans, il fréquente le Marlborough College durant la Première Guerre mondiale. À 18 ans, il émigre en Nouvelle-Zélande où, en dix ans, il crée une entreprise prospère dans la sylviculture, l'exploitation minière, et dans la promotion immobilière. Son entreprise périclite pendant la Grande Dépression.

## L'aviateur
Devenu pilote, il revient en Angleterre en 1929, pour voir sa famille et prendre livraison d'un avion biplan de Havilland Gipsy Moth, avec lequel il souhaite revenir en Nouvelle-Zélande en battant le record de vol en solo vers l'Australie détenu par Bert Hinkler. Le record lui échappe en raison de problèmes mécaniques, mais il réalise le vol en 41 jours.
En 1931, réalisant qu'il est incapable d'emporter suffisamment de carburant pour traverser directement la mer de Tasmanie, il équipe son avion de flotteurs, et décolle pour le premier vol au-dessus de cette mer d'Est en Ouest, et le premier atterrissage aux îles Norfolk et Lord Howe. Le voyage est de nouveau retardé : son avion est sévèrement endommagé, et il doit le reconstruire lui-même avec l'aide des habitants de l'île. 
Même si le concept de « navigation hors route » est probablement aussi vieux que la navigation elle-même, Chichester est le premier à l'utiliser de manière systématique en avion. Cette technique lui permet de trouver certaines îles minuscules dans le Pacifique, sans aide autre que son compas et une estimation de la distance à parcourir. Il reçoit le premier Amy Johnson Memorial Trophy pour ce voyage.
Chichester décide alors de faire le tour du monde en solitaire. Il récupère une paire de flotteurs de la Royal New Zealand Air Force et part pour le Japon. Au décollage du port de Katsuura (Wakayama), il percute un câble électrique qui lui inflige de sévères blessures.
Lorsque survient la Seconde Guerre mondiale, il s'engage et sert l'armée britannique en tant qu'expert de navigation. Il rédige le manuel qui permet aux pilotes seuls de survoler l'Europe et de revenir en utilisant des outils de navigation « sur les genoux » similaires à ceux qu'il utilisait dans le Pacifique. À la fin de la guerre, il achète 15 000 cartes des surplus de l'aviation, et en fabrique des puzzles. Il fonde ensuite une compagnie prospère de cartographie.

## Le marin
Il découvre le nautisme seulement en 1950.
En 1958, on lui diagnostique un cancer du poumon. Sa future femme Sheila lui impose un régime végétarien strict. Son hypothétique cancer entre en rémission.
En 1960, avec son voilier Gipsy Moth III, il gagne la première transat anglaise qu'il a cofondée avec Blondie Hasler. Quatre ans plus tard, il arrive second dans la deuxième transat, derrière Éric Tabarly.
Le 27 août 1966, il part sur un voilier plus grand, le ketch Gipsy Moth IV de Plymouth, où il revient 274 jours plus tard le 28 mai 1967, ayant fait le tour du monde avec une seule escale de 48 jours à Sydney. Avec cet exploit, il devient la première personne après Vito Dumas à avoir fait en 226 jours une véritable circumnavigation en solitaire d'Ouest en Est par les grands caps. Le voyage est aussi une course contre la montre car il veut améliorer les temps standards obtenus par les meilleurs clippers durant l'apogée de la voile commerciale à la fin du XIXe siècle. 
Chichester est fait Chevalier commandeur de l'Ordre de l'Empire britannique en 1967 pour cet exploit. Élisabeth II utilise pour l'anoblir une épée ayant appartenu à Francis Drake (le premier Anglais à avoir fait le tour du globe).
En 1970, il tente de parcourir 4 000 milles nautiques en vingt jours sur Gypsy Moth V. Il échoue d'une journée.
En 1972, il s'engage de nouveau dans la Transat anglaise, sur Gipsy Moth 4. À 70 ans, il est contraint de renoncer au large de l'Espagne.
Il meurt d'un cancer du poumon à Plymouth le 26 août 1972. Son épouse est décédée en 1989.

### Le bateau
Gipsy Moth IV fut préservé à côté du Cutty Sark à Greenwich, jusqu'à ce qu'il requière une restauration complète. De 2005 à 2007 il s'embarque pour un voyage éducatif autour du globe. Au printemps 2006 il s'échoue sur un atoll du pacifique et, après complète restauration à Auckland, le bateau repart en juillet pour finir son voyage.
Accompagné par une importante flottille de bateaux venus l'accueillir, il s'amarre à West Hoe Pier le 28 mai 2007, exactement comme il l'avait fait quarante ans plus tôt après son voyage autour du monde.

## Hommages
- Francis Chichester a fait l'objet d'un timbre en 1967, qui le montre à bord de Gipsy Moth IV, quand bien même il n'était ni d'origine royale ni mort à la date de l'impression du timbre.
- La chanson Single handed sailor du groupe britannique Dire Straits est un hommage à Sir Francis Chichester.

## Œuvres publiées

### Versions originales
- (en) Astro-Navigation, Observer's Books N°s 3-5, sous-titrés Solo to Sydney (1932), Seaplane Solo et Ride the Wind.
- (en) Francis Chichester, WJD Allan et William Alexander, Dead Reckoning Navigation, Observer's Book, issus du Spotter's Handbook, initialement publié par George Allen (Londres) en 1941.
- (en) Francis Chichester, WJD Allan et William Alexander, Maps, Charts and Navigation, Observer's Book
- (en) Francis Chichester, Planisphere of Air Navigation Stars, Observer's Book
- (en) Francis Chichester, The spotter's HandbookIdentification d'avions de la Seconde Guerre mondiale, Publié initialement par George Allen et Unwin, à Londres en 1941
- (en) Francis Chichester, Pinpoint the Bomber
- (en) Francis Chichester, The Star Compass
- (en) Francis Chichester, The Sun Compass, détail de la publication par George Allen de Alone Across the Atlantic, 1961.
- (en) Francis Chichester, Alone Across the Atlantic, Londres, George Allen and Unwin, 1961, nombreuses rééditions.
- (en) Francis Chichester, Alone Over the Tasman Sea
- (en) Francis Chichester, The Lonely Sea and the Sky, 1964
- (en) Francis Chichester, Gipsy Moth Circles the World, 1967

### Ouvrages traduits
- Francis Chichester, Seul en course (Alone across the Atlantic), Librairie Maritime le Yacht, 1962, Paris
- Francis Chichester, La fièvre océane (The lonely sea and the sky), Editions du Rocher, Monaco, 1965, Paris
- Francis Chichester (trad. de l'anglais), Le tour du monde de Gipsy Moth [« Gipsy Moth Circles the World »], Paris, Arthaud, 1998, 372 p., 15 cm × 20 cm (ISBN 2-7003-1181-7)
- Francis Chichester, Défi aux trois caps : sur la route des clippers, Paris, Arthaud, 1967, 15 cm × 20 cm